# Galaksija (biljna vrsta)
Galaksija (lat. Moraea galaxia, sin. Galaxia ovata), trajnica iz porodice perunikovki. Južnoafrički je endem iz provincije Western Cape, nekada uključivana u danas nepriznati rod galaksija (Galaxia), a danas rodu moreja (Moraea).
To je manja zeljasta biljka koja raste po ravnicama i visoravnima uglavnom na pješčenjačkim tlima. Tamnozelenih je listova i žutih cvjetova sa šest latica.
Premda zbog usjeva gubi svoje stanište još je prisutna na nekih 62 000 km².

## Sinonimi
- Galaxia multiflora Spreng.
- Galaxia ovata Thunb.
- Ixia galaxia L.f.
- Moraea ovalifolia Goldblatt

## Vanjske poveznice
|  | Zajednički poslužitelj ima još gradiva o temi Moraea galaxia |
|  | Wikivrste imaju podatke o taksonu Moraea galaxia             |